# Giovanni Nicelli
Givonni Nicelli ( Lugagnano Val d'Arda, 1893. október 27. – Ronchi de Apuania, 1918. május 5.) őrmester, az első világháború egyik híres olasz ászpilótája volt. Kilenc igazolt légi győzelmével az olasz légierő egyik legeredményesebb pilótája volt. Nicelli 1918-ban szolgálatteljesítés közbeni haláláig a 79. Vadászrepülő Osztag pilótája volt.

## Élete

### Fiatalkora
Nicelli 1893-ban született. Gyermekkoráról és korai éveiről nem marad fenn adat. 

### Katonai szolgálata
Nicelli 1916 és 1917 között kerülhetett a légierőhöz. (Erre a légi győzelmek megszerzésének idejéből lehet következtetni.) A pilótaképzés és az ekkor szokásos dolgokon (pl. pilótaigazolvány megszerzése, egészségügyi vizsgálatok stb.) való megfelelés után Nicellit a 79. Vadászrepülő Osztag pilótái közé sorolták. Első légi győzelmét 1917. június 14-én szerezte meg, azonban szemtanú hiányában nem tudta igazolni légi győzelmét. Második győzelmét (amely egyben első igazolt győzelme volt) 1917. október 25-én szerezte meg Marcesina légterében. 1917. november 7-én megszerezte második igazolt légi győzelmét is, majd rá egy hónapra, december 7-én is újabb légi győzelmet aratott. December 13-án 4., míg január 30-án már az 5. légi győzelmének és ászpilóta minősítésének örülhetett. (Ászpilótának nevezzük az 5 légi győzelmet vagy annál többet elérő pilótákat.) Nicelli 1918 februárjában újabb 2 igazolt és két igazolatlan légi győzelmet szerzett. Utolsó légi győzelmeit 1918. május 4-én szerezte meg. Egy napra rá 1918. május 5-én Nicellit nagy valószínűséggel lelőtték, de fennáll annak a lehetősége is, hogy repülőgépe hibásodott meg. 

### Légi győzelmei
| Sorszám     | Dátum              | Egység | Ellenfél   |
| ----------- | ------------------ | ------ | ---------- |
| Igazolatlan | 1917. június 14.   | 79ª    | Ismeretlen |
| 1           | 1917. október 25.  | 79ª    | Ismeretlen |
| 2           | 1917. november 7.  | 79ª    | Ismeretlen |
| 3           | 1917. december 7.  | 79ª    | Ismeretlen |
| 4           | 1917. december 13. | 79ª    | Ismeretlen |
| 5           | 1918. január 30.   | 79ª    | Kétüléses  |
| Igazolatlan | 1918. február 4.   | 79ª    | Felderítő  |
| 6           | 1918. február 5.   | 79ª    | Kétüléses  |
| 7           | 1918. február 13.  | 79ª    | Felderítő  |
| Igazolatlan | 1918. február 24.  | 79ª    | Ismeretlen |
| 8           | 1918. május 4.     | 79ª    | Ismeretlen |
| 9           | 1918. május 4.     | 79ª    | Felderítő  |